# Заполички
Заполи́чки — село в Україні, у Кам'янському районі Дніпропетровської області. Населення за переписом 2012 року складало 200 осіб

## Географія
Село Заполички на півдні примикає до села Попівка, на півночі на відстані 0,5 км розташоване село Івашкове. Село витягнуто на 9 км. Поруч проходить автомобільна дорога Н08.

## Населення

### Мова
Розподіл населення за рідною мовою за даними перепису 2024 року:
| Мова       | Кількість | Відсоток |
| ---------- | --------- | -------- |
| українська | 149       | 96.44%   |
| російська  | 8         | 2.59%    |
| румунська  | 3         | 0.97%    |
| Усього     | 160       | 100%     |